# Museu d'Àncores Philippe Costeau
El Museu d'Àncores Philippe Costeau és un museu a l'aire lliure a Salinas, un poble del municipi de Castrillón (Astúries), on s'hi arriba per la N-632. Està situat a la península de La Peñona, al final d'una platja a prop del túnel d'Arnáu. Inclou veles i àncores de coberta, a través d'un llarg mural ceràmic. El bust de Philippe Cousteau és una obra de d'escultor Vicente Menendez-Santarúa Prendes. Una de les àncores prové del vaixell de càrrega a granel Castillo de Salas, que es va encallar a les roques a prop de Gijón el 1986.